# Spilosoma simplicipennis
Spilosoma simplicipennis là một loài bướm đêm thuộc phân họ Arctiinae, họ Erebidae.